# Condado de Tripp
O Condado de Tripp é um dos 66 condados do Estado americano da Dakota do Sul. A sede do condado é Winner, e sua maior cidade é Winner. O condado possui uma área de 4 189 km² (dos quais 10 km² estão cobertos por água), uma população de 6 430 habitantes, e uma densidade populacional de 0,6 hab/km² (segundo o censo nacional de 2000).